# Algathia suavida
Algathia suavida är en stekelart som först beskrevs av Tosquinet 1903.  Algathia suavida ingår i släktet Algathia och familjen brokparasitsteklar. Inga underarter finns listade i Catalogue of Life.